# Myasishchev M-59K
Myasishchev M-59K è un bombardiere strategico portaerei progettato dall'OKB-23 di Vladimir Michajlovič Mjasiščev nel 1959. Sviluppato a partire dal Myasishchev M-56, non fu mai realizzato.

## Descrizione tecnica
La sigla M-59, nei progetti Myasishchev, venne utilizzata inizialmente per un aereo di linea. Tuttavia, nel 1959, fu usato per indicare il progetto relativo ad una variante portaerei del bombardiere Myasishchev M-56, a cui lo stesso ufficio tecnico stava lavorando già da un paio d'anni.
Complessivamente, vennero studiate due configurazioni:
- la prima, con sei turbogetti RD-7-300;
- una seconda, con quattro turbogetti NK-11, che venne sviluppata successivamente e che si può considerare quella definitiva.

I motori avrebbero dovuto spingerlo ad una velocità massima nell'ordine dei 3.700-4.000 km/h, con un'autonomia stimata di 16.000 km.
Dal punto di vista tecnico, si trattava di un velivolo con un peso al decollo di circa 220-240 tonnellate, con alette canard, ala a delta, prese d'aria circolari e doppi impennaggi verticali. La tangenza operativa prevista era di 27.000-27.500 metri (ultima versione).